# Intervento dei santi patroni in difesa di Brescia assediata da Nicolò Piccinino
L'Intervento dei santi patroni in difesa di Brescia assediata da Nicolò Piccinino è un affresco (220x330 cm) di Giandomenico Tiepolo, databile al 1754-1755 e collocato sulla parete sinistra del presbiterio della chiesa dei Santi Faustino e Giovita a Brescia, nell'ambito del più esteso progetto riguardante la volta dove si trova invece l'Apoteosi dei santi Faustino, Giovita, Benedetto e Scolastica, punto focale dell'intera opera.

## Storia
L'affresco viene eseguito dal pittore in sostituzione dell'originario ciclo di pitture di Lattanzio Gambara perduto nell'incendio del coro della chiesa avvenuto nel 1743. L'opera, inoltre, fa da specchio al Martirio dei santi Faustino e Giovita, affrescato sulla parete opposta. La qualità del dipinto si pone a un livello superiore rispetto al suo speculare, il Martirio, e ciò è sostanzialmente dovuto a più pregevoli accortezze sul piano compositivo, che si ha modo di ricondurre all'ispirazione di Giandomenico verso l'opera del padre. L'intervento di Giambattista, comunque, sembra limitarsi solo a questo, essendo la critica contemporanea concorde nell'assegnare l'esecuzione del modelletto, che ci è pervenuto, alla sola mano del Tiepolo figlio.

## Descrizione e stile
La scena rappresenta un momento cruciale della storia del culto dei due santi patroni della città e titolari della chiesa dove si trova l'affresco, i Santi Faustino e Giovita. Il Ducato di Milano perde il controllo su Brescia, conquistata dalla Repubblica di Venezia, nel 1426, dopo una serie di battaglia. Data però l'importanza dal punto di vista logistico del territorio bresciano, da sempre ricco di miniere di ferro, gli Sforza tentano una prima riconquista della città nel 1438 e inviano le loro truppe, capitanate da Niccolò Piccinino, alla volta di Brescia.
Secondo le cronache dell'epoca, gli assedianti, ormai da parecchi mesi appostati all'esterno della città, stavano per avere la meglio quando, il 13 dicembre, durante un esteso attacco dei milanesi agli spalti del Roverotto, sulla cortina muraria est della città, apparirono in cima alle mura le figure dei due santi, circondati da un alone di fuoco e indossanti due lucenti armature, che misero in fuga l'esercito del Piccinino salvando Brescia dalla conquista. Dopo questo evento miracoloso, i due santi diventeranno ufficialmente i due santi patroni della città. La scena qui raffigurata dal Tiepolo, molto ricorrente nell'iconografia dei due santi, è dunque quella della loro apparizione sugli spalti, davanti all'esercito atterrito.
Le figure dei patroni sono a sinistra, vestite in abito da milite romano e circondate da un'aura lucente. Piccinino si trova invece all'estrema destra, su un cavallo bianco, in atteggiamento di "dietro-front". Fra i due si pone la tumultuosa battaglia fra gli eserciti, esemplificata in modo particolare in due episodi drammatici: un uomo che, a ridosso di un cavallo, trattiene per i capelli un altro combattente (poco a sinistra di Piccinino) e un guerriero che sta per sgozzare un altro uomo (angolo inferiore sinistro dell'affresco). Fanno da sfondo le poderose fortificazioni cittadine, rappresentate in modo realistico in particolare per la cima del Castello di Brescia, con il Mastio e la Torre Mirabella, e il torrione fortificato al centro della figurazione, corrispondente all'attuale Torre dei Francesi. Poco più in basso di quest'ultima, inoltre, si scorge un ulteriore, fitto paesaggio di uomini e lance.

## Critica e problemi di attribuzione

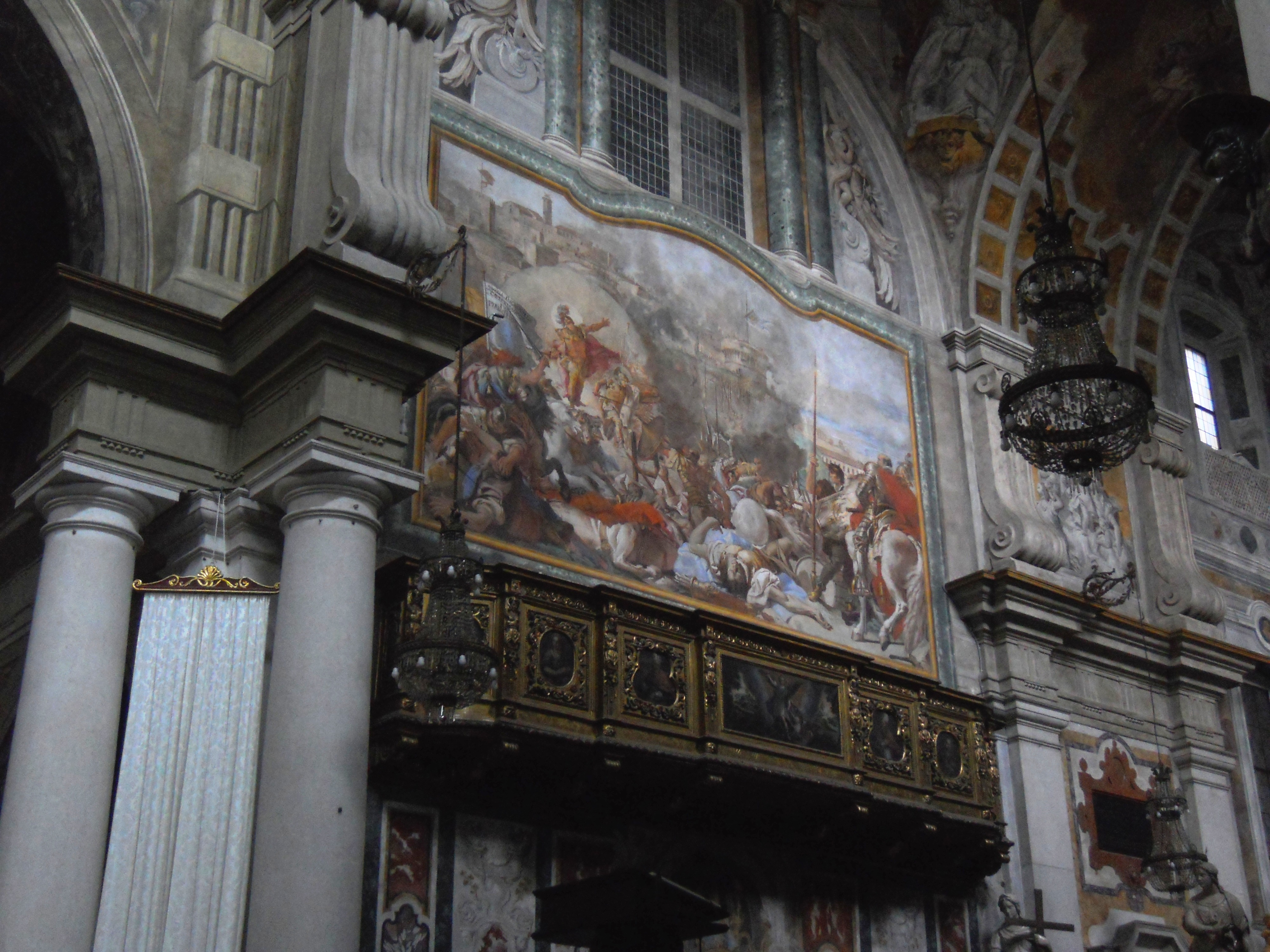
Vista dell'affresco dalla navata centrale

Rispetto alla speculare scena del Martirio, questa dell'Intervento dei santi patroni si pone a un livello un poco superiore in quanto ad efficacia compositiva e qualità generale dell'opera. Comunque, anche qui il giudizio degli studiosi è esitante: "siamo nel campo di una narrativa che non riesce a raggiungere il tono dell'epica" annota Riccoboni, mentre Pompeo Molmenti scrive che l'opera "rivela, fra molte scorrettezze e inesperienze di forma, la grande giovinezza dell'artista". Per il dipinto ci è pervenuto il modelletto preparatorio, oggi alla Pinacoteca di Brera, di oscillante assegnazione: il Molmenti, che per primo lo rese noto, lo ascrisse a Giambattista, seguito da Eduard Sack, che correttamente metteva in rapporto il soggetto con la Battaglia di Vercelli dipinte dal Tiepolo padre per la Ca' Dolfin di Venezia, oggi al Metropolitan Museum di New York.
Successivamente, anche il Morassi giudicava il modelletto una prima idea di Giambattista proprio per questo affresco in San Faustino, la cui esecuzione assegnava a Giandomenico, il quale avrebbe però alterato radicalmente, come del resto si evidenzia dal confronto, l'originale composizione paterna, conservando tuttavia alcuni efficaci particolari, quali l'impetuosa e aggressiva figura del cavaliere nell'angolo inferiore sinistro e il cavallo stramazzato a terra, subito a destra. È però lo stesso Morassi, nella stessa opera, a riportare il modelletto alla mano di Giandomenico, posizione seguita ancora oggi dalla critica contemporanea. Adriano Mariuz, infatti, osserva che nel modelletto è riscontrabile la tipica grafia di Giandomenico, congiunta con idee provenienti dalla lezione paterna, ad esempio "alcune trovate "pittoresche", come quella, degna del caposcuola, del vessillo giallo luminoso, dispiegato a contrasto del cavaliere con effetto di controluce".
Tuttavia, la corrispondenza tra il modelletto e l'opera effettivamente realizzata è scarsa: in quest'ultima, semmai, accrescono i riferimenti alle scene delle battaglie dipinte da Giambattista per la Ca' Dolfin, già citate, perfino nella raffigurazione del Castello di Brescia che fa da sfondo alla scena, riconducibile ad una visione simile già sperimentata in un modelletto precedente attribuito al Tiepolo padre da Detlev von Hadeln. Sostanzialmente, pertanto, anche la scena dell'Intervento troverebbe ispirazione nell'opera paterna, forse non per l'impostazione basilare, come si è invece ipotizzato per il Martirio, ma per una fitta serie di particolari che comunque finiscono per caratterizzare fortemente l'opera dal punto di vista compositivo.
Come già più chiaramente delineato nel paragrafo al riguardo, nella voce sull'Apoteosi, circa l'opera di Giandomenico è nato, durante il Novecento, un lungo dibattito circa la corretta attribuzione del lavoro, che presenta numerose affinità con lo stile del padre Giambattista Tiepolo, nonché alcune maestrie compositive e prospettiche difficilmente ascrivibili alla pura inventiva del giovane Giandomenico. Il primo a porsi l'interrogativo se gli affreschi di San Faustino provenissero dalla mano di figlio o non piuttosto del padre è Alberto Riccoboni in uno studio del 1961, già comunque sull'onda di altri studiosi precedenti che, esaminando modelletti e disegni sparsi in musei e collezioni private, avevano ipotizzato quantomeno spunti e suggerimenti di Giambattista in soccorso del figlio.
La scena del Martirio dei santi Faustino e Giovita e, parallelamente, ma in misura minore visto che, come detto, è più facilmente ascrivibile a Giandomenico, si sono rivelate i punti di partenza del dibattito, poiché essendo la critica concorde nell'assegnare l'opera alla mano del Tiepolo figlio e potendola pertanto confrontare con l'affresco della volta, quest'ultimo, per contro, è caratterizzato da un tenore molto differente, rafforzando l'idea che alla base dell'opera potesse esserci l'intervento del padre. Per il procedere della questione, si veda il paragrafo al riguardo nella voce principale.
Nella scena sono presenti echi dall'Apparizione dei santi Faustino e Giovita in difesa di Brescia, tela di medesimo soggetto di Grazio Cossali eseguita per la stessa chiesa nel 1603, che al tempo, e così ancora oggi, si imponeva come il principale riferimento iconografico per il miracolo del 1438.

## Altre immagini

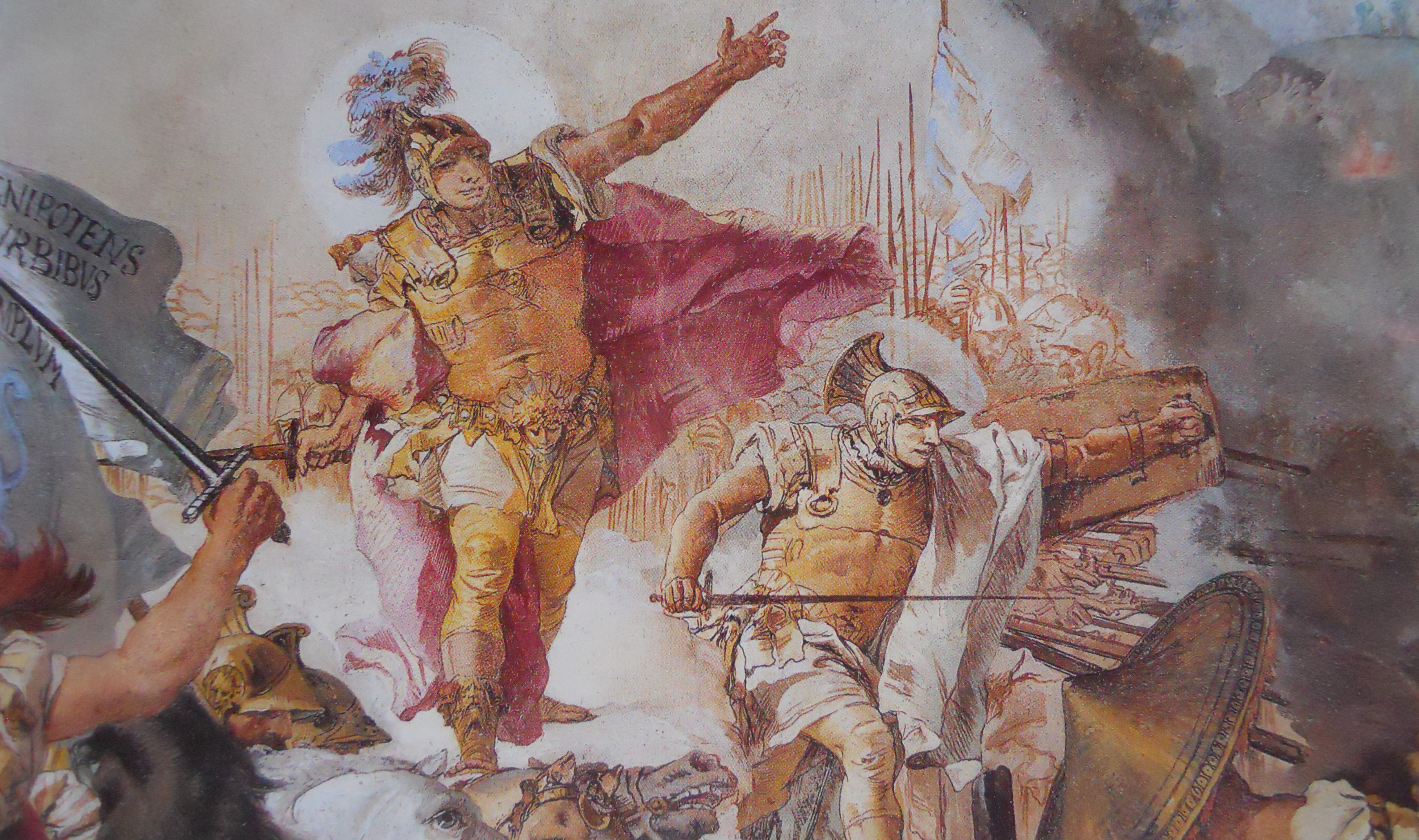
I Santi Faustino e Giovita
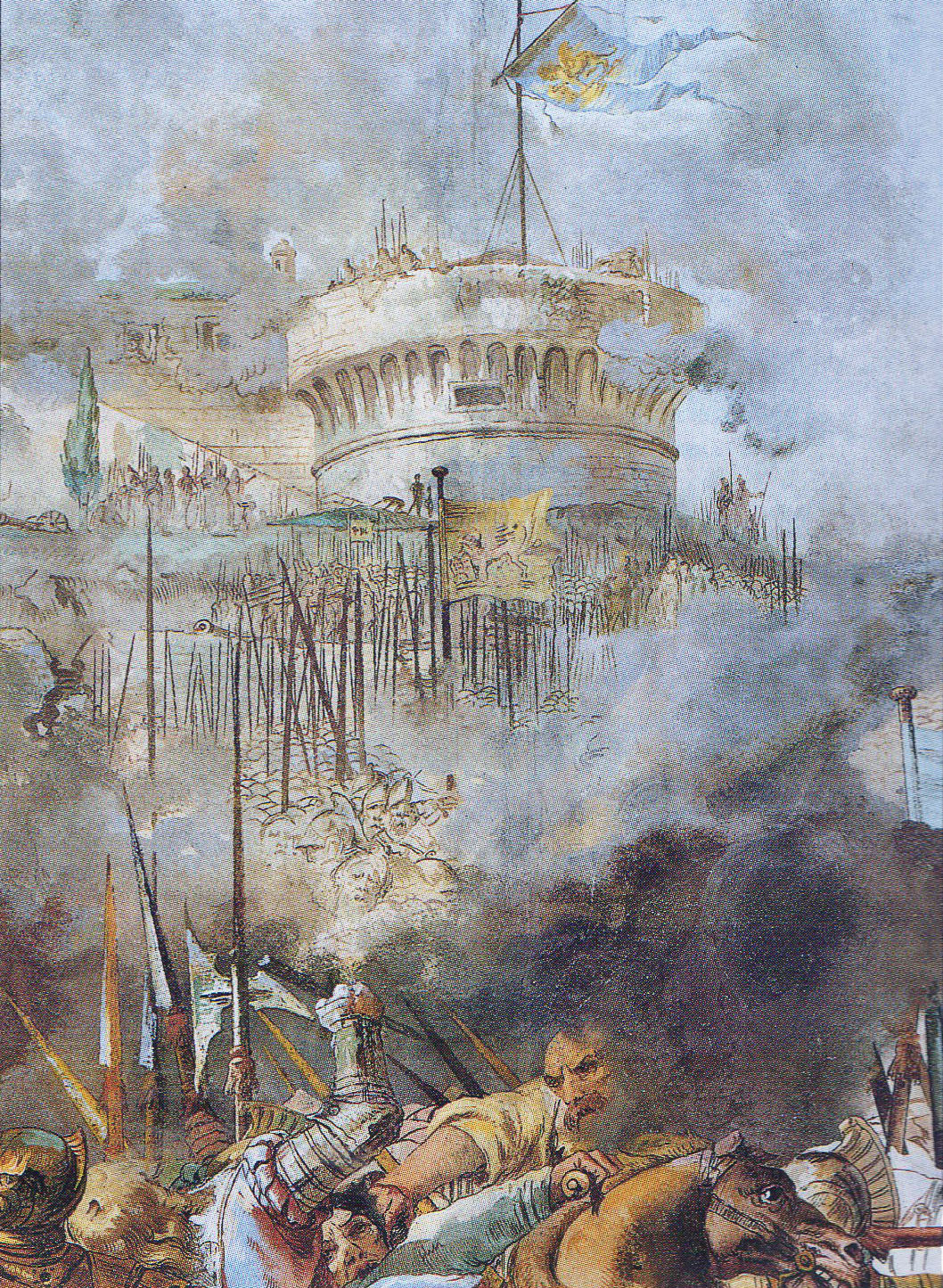
Particolare del vecchio torrione della Pusterla all'angolo nord-est delle mura cittadine e della lotta fra due guerrieri
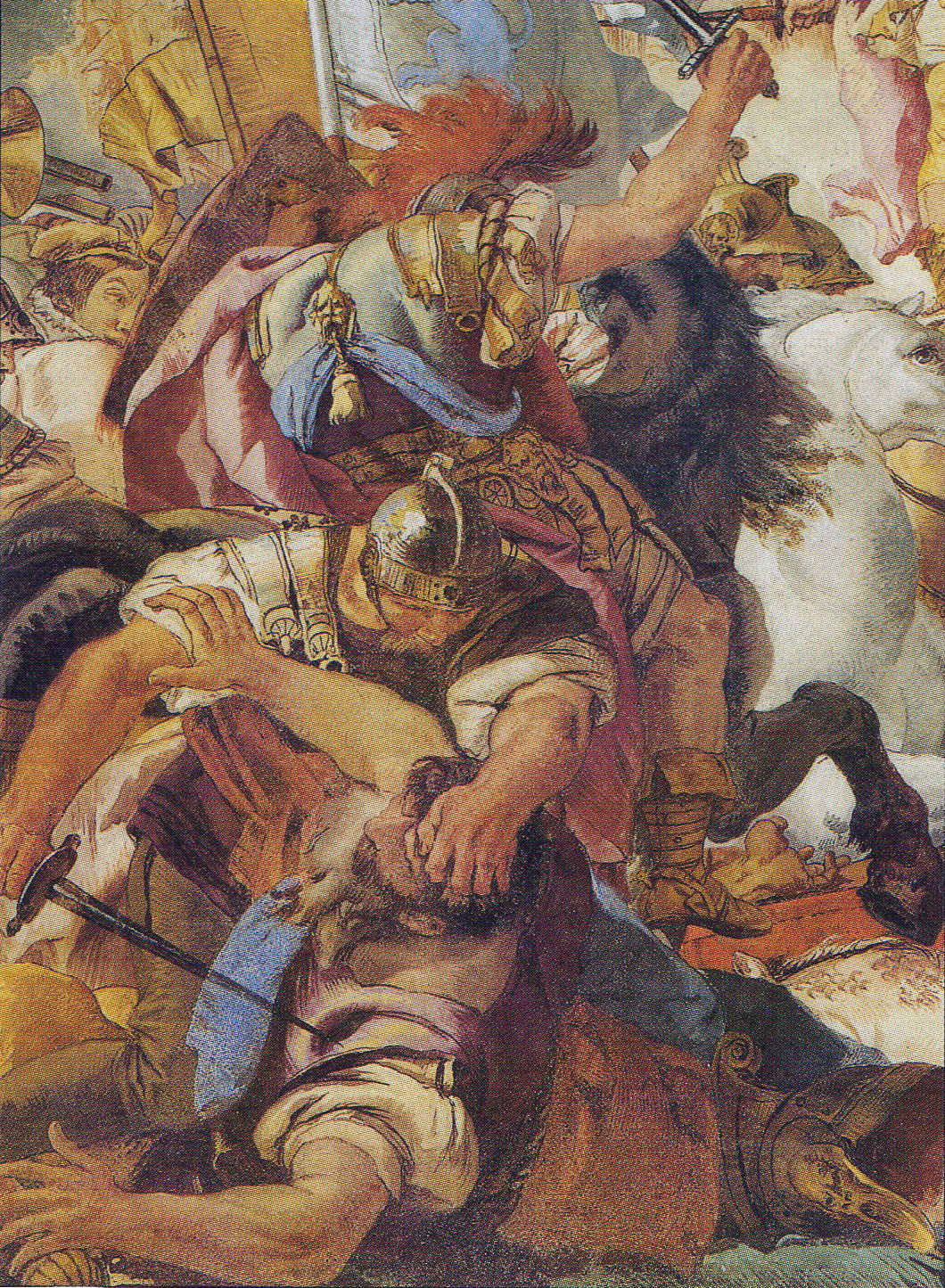
Guerrieri in lotta. Sarebbe questo uno dei particolari che Giandomenico estrae dalla lezione paterna